# Gaël Morel
Gaël Morel (Villefranche-sur-Saône, 25 september 1972) is een Frans filmregisseur, scenarioschrijver en acteur.
Toen hij 15 jaar was ging Morel filmstudies studeren in Lyon en verhuisde vervolgens naar Parijs. Hij ontmoette daar de veelgeprezen Franse regisseur André Téchiné, die hem de hoofdrol van François gaf in de veel bekroonde film Les Roseaux sauvages uit 1994. Hij kreeg voor zijn rol in 1995 een Césarnominatie voor beste mannelijke belofte. Terwijl zijn medehoofdrolspelers Élodie Bouchez en Stéphane Rideau verder een succesvolle acteercarrière opbouwden, koos Morel voor een carrière achter de camera als regisseur.

## Filmografie als acteur
- Les Roseaux sauvages van André Téchiné, 1994 "François"
- Le Plus Bel Âge van Didier Haudepin, 1995 "Bertrand"
- Zonzon van Laurent Bouhnik, 1998 "Grandjean"
- Loin van André Téchiné, 2001 "François"

## Filmografie als regisseur
- La vie à rebours, 1994,
- À toute vitesse , 1996
- Premières neiges, 1999
- Les chemins de l'oued, 2002
- Le Clan, 2004
- Après lui, 2007
- New wave, 2008

## Onderscheidingen
- 1995 César-nominatie: beste mannelijke belofte in Les Roseaux sauvages
- 2002 Fipresci-prijs, Internationaal filmfestival van Toronto, in Les chemins de l'oued

## Bron
- Dit artikel of een eerdere versie ervan is een (gedeeltelijke) vertaling van het artikel Gaël Morel op de Engelstalige Wikipedia, dat onder de licentie Creative Commons Naamsvermelding/Gelijk delen valt. Zie de bewerkingsgeschiedenis aldaar.

- Biblioteca Nacional de España: XX970391
- Bibliothèque nationale de France: cb14002007m (data)
- Gemeinsame Normdatei: 140008152
- International Standard Name Identifier: 0000 0000 7839 3810
- Library of Congress Control Number: nr00006247
- Nederlandse Thesaurus van Auteursnamen: 173538320
- Istituto Centrale per il Catalogo Unico: UBOV949329
- Système universitaire de documentation: 034631240
- Virtual International Authority File: 49419244
- WorldCat: E39PBJpPHp33D9VR3g3MjDPWjC